# Thunbergia kirkii
Thunbergia kirkii är en akantusväxtart som beskrevs av Joseph Dalton Hooker. Thunbergia kirkii ingår i släktet thunbergior, och familjen akantusväxter. Inga underarter finns listade i Catalogue of Life.